# Chobot (województwo małopolskie)
Chobot – wieś w Polsce położona w województwie małopolskim, w powiecie wielickim, w gminie Niepołomice. W latach 1975–1998 miejscowość należała administracyjnie do województwa krakowskiego.
Chobot posiada bezpośrednie połączenia z Krakowem (MPK linia 211, Mat-Bus) z przystanku Chobot Leśniczówka. Chobot jest punktem wypadowym dla grzybiarzy z Krakowa i okolic. Miejscowość posiada pełny dostęp do wielu mediów, w tym do sieci wodociągowej, a także do sieci kanalizacyjnej.

## Położenie i terytoria
Chobot położony jest w centralnej partii zachodniej części Kotliny Sandomierskiej, w mezoregionie Wisły. Od północy, zachodu i południa graniczy z Wolą Zabierzowską, od wschodu przylega do lasu Grobla, stanowiącego jedno z trzech uroczysk Puszczy Niepołomickiej, oderwanych od jej głównego, południowego kompleksu.
Chobot należy do parafii Zabierzów Bocheński. Jest to najmniejsza miejscowość w gminie licząca 245 mieszkańców i stanowi jakby enklawę w otaczającej ją z trzech stron Woli Zabierzowskiej. Wrażenie takie sprawia również zabudowa wsi, której zachodnia granica z Wolą Zabierzowską jest trudna do uchwycenia. W północnej części wsi rozciągają się pola uprawne, poprzedzielane kilkoma starorzeczami Wisły. Na południe od centrum wsi rozciągają się łąki, stanowiące zachodni kraniec rozległego pasa łąk, zwanych Olszynami. Środkiem wsi przebiega droga wojewódzka numer 964 łącząca Kasinę Wielką z Biskupicami Radłowskimi. Zabudowa Chobotu to właściwie niewielkie centrum przy tej drodze, w pobliżu granicy z Wolą Zabierzowską, reszta jest przeważnie rozproszona pojedynczymi zagrodami po całym prawie obszarze wsi. Wśród zabudowań wyróżnia się kilkanaście drewnianych parterowych domów, konstrukcji zrębowej, ale oszalowanych, z wysuniętymi okapami, podpartymi wysuniętymi na zewnątrz belkami sufitowymi, z gankami lub oszklonymi werandami wzdłuż frontowej ściany.

## Historia
Nazwa wsi jest bardzo niejasna. Chobotem miano nazywać jeden z gatunków wyki lub powoju; chobotami nazywano też rodzaj obuwia, w które wpuszczano spodnie. Podobnie jak nazwę, trudno jest wyjaśnić historyczny początek wsi. Prawdopodobnie była to niewielka osada, należąca do królewskich dóbr stołowych w ekonomii niepołomskiej. Nie była jednak wśród nich osobno wymieniana. Stanowiła enklawę wśród beneficjów biskupstwa krakowskiego – Woli Zabierzowskiej i Zabierzowa Bocheńskiego, podobnie jak folwark Łaźnia w tym Zabierzowie, którego również w spisach nie uwzględniono. W wykazie dawnych dóbr koronnych z 1847 r. Chobot podano razem z Wolą Batorską. Słownik geograficzny Królestwa Polskiego około 1880 r. określa Chobot jako przysiółek Woli Batorskiej, mimo że od tej wsi dzieliły go Wola Zabierzowska i Zabierzów Bocheński. Królewszczyzną Chobot pozostał aż do I rozbioru Polski w 1772 r. W 1773 r. przejął ją rząd austriacki na rzecz skarbu państwa i wraz z innymi dawnymi dobrami koronnymi aż do I wojny światowej w 1914 r. Chobot razem z Wolą Batorską wchodził w skład rządowego dominium niepołomickiego. W latach 1937–1938 dokonano parcelacji tych dóbr.